# Troféu Imprensa
El Trofeo Prensa (en portugués; Troféu Imprensa), es el mayor y más antiguo premio anual a lo más destacado de la televisión y de la música brasileña. La premiación fue creada en 1958, por el Periodista Especializado Plácido Manaia Nunes, Director de São Paulo na TV, pero su primera entrega formal, fue en el año 1961. Es conocido popularmente como O Oscar da TV e da Música brasileira. (Los Premios OSCAR de la TV y la Música Brasileña).
Desde 1971, con el cierre de São Paulo na TV, el periodista vendió los derechos a Silvio Santos, quien se responsabiliza por la producción, dirección y conducción de la premiación hasta la actualidad, siendo transmitida por la cadena SBT, desde 1982.

## La Historia
En 1958, Plácido Manaia Nunes crea la Teleguía de Espectáculos paulista, São Paulo na TV, revista exclusivamente dedicada a la programación y a los artistas de dicha ciudad. TV Tupí, creaba el premio Tupiniquim, mientras que la Rede Record tenía el premio Rockette Pinto. La idea salió del papel, a partir de 1960, y surgió el Troféu Imprensa.
A partir de 1971, los derechos de la premiación, fueron vendidos a Silvio Santos, que presenta dicho programa en la SBT.
Hasta Ahora, 3 Novelas Internacionales ganaron dicho premio: en 1983 y en 1992, Los Ricos también Lloran y Carrusel de México y la Venezolana Topacio, en 1993.
El premio no se realizó en 2006 (Premios destinados a la producción del año 2005), debido a las críticas al sistema de elección de los ternados, Volviendo en la edición 2007. Plácido Manaia Nunes, participaba de dicha edición de la premiación, falleciendo poco tiempo después.

## Ceremonia
Hoy, la premiación viene pregrabada con antelación, un día miércoles, en los estudios de la cadena SBT, En la viñeta de apertura, se muestran los logotipos de las siete cadenas brasileñas (TV Cultura, SBT, Rede Globo, Rede Record, RedeTV!, Rede Bandeirantes y Rede Gazeta), con escenas de anteriores ediciones y la cuenta regresiva de cinco segundos para el inicio de la premiación.
Durante los galardones en todas las categorías, se muestra un breve vídeo mostrando escenas de cada uno de los tres nominados. Silvio Santos elige 5 de los 10 miembros del jurado (anteriormente eran los 11 miembros del jurado que tenían derecho a votar) que conforman la banca para elegir un ganador. Uno a uno, los miembros del jurado anuncian y justifican el voto elegido.
Tras el voto de los Jurados, Silvio Santos, anuncia al Ganador de aquella Categoría con el ganador del Premio Internet (A partir del 2001). Algunos artistas, reciben el premio ganado en años anteriores, donde responden a preguntas hechas por Silvio y agradecen por recibir el premio. En la Parte Final, Silvio Santos Anuncia a los Ganadores de los dos Premios (Imprensa e Internet). Desde el año 2009, se exhibe junto al Programa Sílvio Santos, antecediéndolo al mismo, acortándolo de manera excepcional ese día. La Premiación ocurre en el mes de marzo o abril.

## Canales que transmitieron la Premiación
El canal que más retransmisiones hizo, es la SBT, con 33 ediciones, lo sigue TV Tupi, con 13 ediciones, Rede Globo, con 6 ediciones, TV Cultura con 5 ediciones, TV Excelsior y TV Paulista, con 4 ediciones y TV Record con una sola edición.
Las ediciones de 1978 al 1980 (a las Producciones entre los años 1977 y 1979), Se Hicieron en homenaje a los trabajadores de la empresa, TV Tupi, que se cerraría el 18 de julio de 1980. La edición de 2006 (a la producción del año 2005), no se hizo, debido a las críticas realizadas contra la organización.
| Edición | Canal que retransmitió |
| ------- | ---------------------- |
| 1960    | TV Tupi                |
| 1961    | TV Tupi                |
| 1962    | TV Tupi                |
| 1963    | TV Tupi                |
| 1964    | TV Tupi                |
| 1965    | TV Tupi                |
| 1966    | TV Tupi                |
| 1967    | TV Tupi                |
| 1968    | TV Tupi                |
| 1969    | TV Tupi                |
| 1970    | TV Tupi                |
| 1971    | TV Tupi                |
| 1972    | TV Tupi                |
| 1973    | TV Globo               |
| 1974    | TV Globo               |
| 1975    | TV Globo               |
| 1976    | TV Globo               |
| 1977    | TV Globo               |
| 1978    | No se realizó          |
| 1979    | No se realizó          |
| 1980    | No se realizó          |
| 1981    | Rede Record            |
| 1982    | SBT                    |
| 1983    | SBT                    |
| 1984    | SBT                    |
| 1985    | SBT                    |
| 1986    | SBT                    |
| 1987    | SBT                    |
| 1988    | SBT                    |
| 1989    | SBT                    |
| 1990    | SBT                    |
| 1991    | SBT                    |
| 1992    | SBT                    |
| 1993    | SBT                    |
| 1994    | SBT                    |
| 1995    | SBT                    |
| 1996    | SBT                    |
| 1997    | SBT                    |
| 1998    | SBT                    |
| 1999    | SBT                    |
| 2000    | SBT                    |
| 2001    | SBT                    |
| 2002    | SBT                    |
| 2003    | SBT                    |
| 2004    | SBT                    |
| 2005    | SBT                    |
| 2006    | No se realizó          |
| 2007    | SBT                    |
| 2008    | SBT                    |
| 2009    | SBT                    |
| 2010    | SBT                    |
| 2011    | SBT                    |
| 2012    | SBT                    |
| 2013    | SBT                    |
| 2014    | SBT                    |
| 2015    | SBT                    |
| 2016    | SBT                    |